# Венсан Лашамбр
Венсан Лашамбр (фр. Vincent Lachambre, нар. 6 листопада 1980, Брюссель) — бельгійський футболіст, що грав на позиції захисника.

## Ігрова кар'єра
У дорослому футболі дебютував 1998 року виступами за команду «Моленбек», в якій провів два сезони, взявши участь у 54 матчах чемпіонату.
Протягом сезону 2000/01 років захищав кольори клубу «Гарелбеке», з яким вилетів з вищого бельгійського дивізіону, після чого перейшов у нідерландську «Роду». Протягом трьох сезонів за команду з Керкраде Лашамбр не зміг стати основним гравцем через сильну конкуренцію з боку чорногорця Предрага Филиповича. Бельгієць зіграв лише 18 ігор чемпіонату, після чого взимку 2005 року був відданий в оренду у «Ейндговен». У цьому клубі Лашамбр зміг впоратися з конкуренцією та одразу завоював місце у старті, забивши 2 голи у 13 іграх Еерстедивізі. «Рода» була задоволена досягнутим прогресом, і Лашамбр отримав другий шанс у сезоні 2005/06 і став основним гравцем протягом наступних двох років, провівши 59 матчів. Пізніше він програв конкуренцію через травму, яка залишила його поза грою на 16 місяців і надалі знову рідко грав в основі, покинувши команду у 2011 році. Всього за 9 сезонів у команді провів 90 ігор у Ередивізі.
Згодом з 2012 по 2016 рік грав у складі нижчолігових бельгійських команд «Тінен», «Уніон Ла Каламін» та «Сольєрес Спорт», а завершив ігрову кар'єру у команді «Юнайтед Рішель», за яку виступав протягом 2016—2017 років.

## Виступи за збірну
Виступав у складі юнацьких збірних Бельгії, за які загалом взяв участь у 13 іграх.
2002 року залучався до складу молодіжної збірної Бельгії, з якою був учасником молодіжного чемпіонату Європи 2002 року у Швейцарії, на якому бельгійці не подолали груповий етап. Всього на молодіжному рівні зіграв у 6 офіційних матчах.